# Вербівка (Звенигородський район)
Вербі́вка — село в Україні, у Звенигородському районі Черкаської області, у складі Вільшанської селищної громади. Населення — 987 осіб (на 2021 рік).
Село лежить на берегах річки Вільшанки, за 20 км від залізничної станції Городище. У селі 18 вулиць, п'ять з яких носять імена односельців, що загинули в роки німецько-радянської війни.
Назва походить від апелятиву «верба» — дерева родини вербових. Проте існує інше припущення щодо походження назви: від «вербування людей на роботу».

## Історія
Територія сучасного села була заселена давно, про що свідчать виявлені поблизу скіфські поселення (VII—IX століть до н. е.) та кургани епохи бронзи та скіфів.
У своїй праці «Сказання про населені місцевості Київської губернії» Лаврентій Похилевич пише, що в селі проживало 1 462 осіб, була дерев'яна Георгіївська церква 5-го класу, що мала 36 десятин землі. В 1808 році вона була покрита залізом.
Вільшанський цукрозавод (розташований на території Вербівки), побудований 1845 році поміщиками Браницькими, вже у 1847 році переробив 15 600 центнерів цукрових буряків. На заводі працювали кріпаки і вербовані робітники з інших місць, у 1899 році налічувалося 380 чоловіків і 16 жінок. 12 січня 1919 року завод націоналізовано. За рішенням волревкому було роздано 12 тисяч пудів хліба із запасів маєтків графині Браницької. На заводі організовано ремонт сільськогосподарського реманенту. При радянській владі в жовтні 1925 року відбудований  — не працював 6 років; завод до 1940 року подвоїв виробництво цукру.
Після встановлення в лютому 1918 року радянської влади, першим головою сільської ради був Бальоха Филимон Ількович. У квітні цього ж року контроль над селом перейшов до Української Держави. У листопаді цього ж року в результаті антигетьманського повстання влада перейшла до Директорії УНР. Влітку 1919 року розпочався наступ денікінців, а в січні 1920 року вільшанський революційний загін окупував повіт.
У 1921 році у селі комуністи утворили першу організація спільного обробітку землі, головою якої був Клименко Каністрат Омелькович. У 1926 році організовано 4 колгоспи, у які перейшло 18 бідняцько-середняцьких господарств, а в лютому 1930 року вони об'єднались в один — імені Леніна, головою обраний Земський Микола Степанович.
Село постраждало внаслідок геноциду українського народу, проведеного урядом СРСР 1932—1933 та 1946–1947 роках. Під час Голодомору 1932—1933 років померло щонайменше 192 жителі села.
Під час Другої світової війни на фронти з села пішло 350 осіб, 157 з них загинули. 208 жителів села за мужність і героїзм, проявлені під час війни, нагороджені орденами і медалями СРСР. У селі споруджено три пам'ятники та обеліск Слави воїнам, які полягли в боях радянсько-німецької війни. Під окупацією Третього Рейху село перебувало з 28 липня 1941 року до 5 лютого 1944 року.
В післявоєнні роки в селі працював колгосп «Росія», земельні угіддя якого становили 2742 га, у тому числі 1907 га орної землі. Колгосп вирощував зернові і технічні культури, займався м'ясо-молочним тваринництвом і птахівництвом. Також в колгоспі працювали млин і пилорама.
Станом на 1972 рік в селі проживало 2728 осіб. Працювала середня школа, у якій навчалось 446 учнів, будинок культури із залом на 400 місць, два клуби на 380 місць, чотири бібліотеки з фондом 20,6 тисячі книг, пологовий будинок, медична амбулаторія. У 1987 році відкрито краєзнавчий музей.

## Сучасність
У селі розташовані: СТОВ «Вербівське», правонаступник колективного сільськогосподарського підприємства, заснованого у 1921 році, ВАТ «Вільшанський цукровий завод», м'ясопереробне підприємство «Геріон», адмінбудинок, дитячий садок «Липка», Вербівський ЗЗСО І-ІІІ ступенів, сільський центр дозвілля, обеліск Слави, 10 приватних магазинів, АТС на 50 номерів, поштове відділення та відділення Ощадбанку, церква Православної церкви України.
Село Вербівка — колисанка
дитинства нашого земля
Там пам'ять раннього світанку
У переливах солов'я
(Зоя Дика)

## Уродженці
- О. А. Озірний — український поет, член НСПУ (1996), автор 4-х поетичних збірок.